# 一念三千
一念三千，佛教術語，由天台宗智者大師在《摩訶止觀》中提出。指日常生活中的一念心起，當體即具三千諸法，此為天台宗的觀心法門。
一念者，一心也，即謂起心動念之間。三千諸法者，即是地獄、餓鬼、畜生、阿修羅、人、天、聲聞、緣覺、菩薩及佛為十法界，此十法界中的每一法界又攝具其他法界，故成為百法界。又天台宗認為一切法，皆有真如實相，有所謂之「十如是」，故百法界中每一界各具十如，而成千如法界。千如法界之中又每一如法界含攝有「三世間」，因此成為三千世間，或名三千諸法，是一切法的總稱。
這是《摩诃止观》说到十乘观法的“第一观不思议境”的内容：“夫一心具十法界，一法界又具十法界，即成百法界，一界具三十种世间，百法界即具三千种世间，此三千在一念心，若无心而已，介尔有心，即具三千。”怀则《天台传佛心印记》说：“善恶不出十界，十界性融互具成百界，界十如则成千如，假名一千，五阴一千，国土一千。如此三千现前一念修恶之心。本来具足非造作而成。”。
智者大師認為，地論師主張「一切法」的根源是「清淨心」或「法性心」，攝論師主張「一切法」的根本是「阿黎耶識」， 兩種皆屬「思議境」，各據一邊。天臺所主張「一念三千」說，則認為「心是一切法，一切法是心故，非縱非橫，非一非異」，既不當成是「（先有）一心（後）生一切法」之縱，亦非看作是「心一時含（藏）一切法（之阿黎耶種子）」之橫，而是「日常的現實心」與「所有諸法差別相」寸步不離，同起同滅。一念心起，當體即具「三千世間相」，這就是所謂「不思議境」。